# Исрапилов, Умалат Сайд-Магомедович
Умалат Сайд-Магомедович Исрапилов (род. 7 мая 1999 года, Урус-Мартан, Чеченская Республика) — российский боец смешанных единоборств, представитель наилегчайшей весовой категории. Выступает на профессиональном уровне, начиная с 2016 года. Известен по участию в турнирах престижной бойцовской организации ACA.

## Биография
Родился 7 мая 1999 года в городе Урус-Мартан Чеченской Республики, где и вырос. По национальности чеченец, происходит из тайпа гендаргеной.
В возрасте 9 лет Умалт начал ходить на тренировки в своём родном городе Урус-Мартан, 4 года занимался вольной борьбой, затем перешёл в ММА и начал тренироваться под руководством тренера по ММА Романа Межидова, а в свои 16 лет дебютировал в ММА на профессиональном уровне. Становился победителем и призером всероссийских и республиканских соревнований по ММА и другим видам единоборств.

## Спортивные достижения
- Чемпионат всероссийского турнира по ММА до 66 кг (2022) — ;
- Чемпионат всероссийского мастерского турнира по ММА (Нальчик 2018[1]) — ;
- Победитель и призер всероссийских и республиканских турниров по ММА;
- Мастер спорта по союзу ММА;
- Мастер спорта по рукопашному бою.

## Статистика ММА
| Боёв 18         | Побед 15 | Поражений 3 |
| --------------- | -------- | ----------- |
| Нокаутом        | 5        | 0           |
| Сдачей          | 4        | 3           |
| Решением        | 6        | 0           |
| Ничьи           | 0        | 0           |
| Не состоявшихся | 0        | 0           |

| Результат | Рекорд | Соперник               | Способ                                     | Турнир                                                           | Дата            | Раунд | Время | Место | Примечание         |
| --------- | ------ | ---------------------- | ------------------------------------------ | ---------------------------------------------------------------- | --------------- | ----- | ----- | ----- | ------------------ |
| Победа    | 15-3   | Арген Маликов          | Решением (единогласным)                    | ACA YE 30 - ACA Young Eagles 30                                  | 15 октября 2022 | 3     | 5:00  |       |                    |
| Победа    | 14-3   | Ислам Чагаров          | Сабмишном (удушение треугольником)         | ACA YE 23 - ACA Young Eagles 23: Grand Prix Finals               | 25 декабря 2021 | 1     | 0:52  |       |                    |
| Победа    | 13-3   | Башлам Амадов          | Решением (единогласным)                    | ACA YE 20 ACA Young Eagles 20                                    | 16 августа 2021 | 3     | 5:00  |       |                    |
| Победа    | 12-3   | Иван Паршиков          | Решением (единогласным)                    | ACA Young Eagles 18                                              | 12 апреля 2021  | 3     | 5:00  |       |                    |
| Победа    | 11-3   | Оятулло Муминов        | Нокаутом (удар ногой в голову и добивание) | ACA YE 16 ACA Young Eagles 16: Flyweight Grand Prix 2021         | 30 января 2021  | 3     | 0:16  |       |                    |
| Победа    | 10-3   | Арген Чиракбаев        | Решением (единогласным)                    | ACA YE 14 ACA Young Eagles                                       | 14 ноября 2020  | 3     | 5:00  |       |                    |
| Поражение | 9-3    | Мавлид Мурадов         | Сабмишном (удушение сзади)                 | WFC WFC 12 Grand Prix                                            | 22 декабря 2019 | 5     | 2:10  |       |                    |
| Победа    | 9-2    | Павел Пастушков        | Решением (единогласным)                    | BYE 11 Berkut Young Eagles                                       | 2 ноября 2019   | 3     | 5:00  |       |                    |
| Победа    | 8-2    | Тамерлан Чагаев        | Решением (единогласным)                    | World Fighters Championship WFC 11 Grand Prix                    | 21 июля 2019    | 3     | 5:00  |       |                    |
| Победа    | 7-2    | Ислам Кончиев          | Сабмишном (удушение треугольником)         | World Fighters Championship WFC 10 GRAND PRIX                    | 28 апреля 2019  | 3     | 3:10  |       |                    |
| Победа    | 6-2    | Курбан Магомерзаев     | Техническим нокаутом ()                    | JFL 20 - Junior Fighting League 20                               | 24 марта 2019   | 2     | 2:31  |       |                    |
| Победа    | 5-2    | Алинур Кылыч           | Сабмишном (удушение сзади)                 | FFC Global The Belt of Friendship                                | 3 февраля 2019  | 1     | 2:15  |       |                    |
| Победа    | 4-2    | Аюб Радуев             | Техническим нокаутом ()                    | World Fighters Club AWFC: Akhmat World Fighters Championship 8   | 22 августа 2018 | 2     | 0:00  |       |                    |
| Поражение | 3-2    | Чармигула Серажутдинов | Сабмишном (удушение сзади)                 | Serir MMA 4 - Battle for the Fortress                            | 30 июня 2018    | 1     | 3:55  |       |                    |
| Поражение | 3-1    | Магомедгаджи Шанавазов | Сабмишном (амбар)                          | WW 8 - White Warrior 8                                           | 21 апреля 2018  | 1     | 1:40  |       |                    |
| Победа    | 3-0    | Рахим Даудов           | Техническим нокаутом (удары)               | World Fighters Club AWFC: Akhmat World Fighters Championship 5   | 22 августа 2017 | 2     | 1:25  |       |                    |
| Победа    | 2-0    | Аслан Исаев            | Сабмишном (удушение треугольником)         | World Fighters Club - AWFC: Akhmat World Fighters Championship 3 | 16 апреля 2017  | 1     | 3:10  |       |                    |
| Победа    | 1-0    | Якуб Вараев            | Техническим нокаутом ()                    | WFC 2 World Fighters Championship 2                              | 30 декабря 2016 | 1     | 0:00  |       | Дебют в проф. ММА. |